# Marcel Schiller
Marcel Schiller (Bad Urach, 15 de agosto de 1991) es un jugador de balonmano alemán que juega de extremo izquierdo en el Frisch Auf Göppingen de la Bundesliga. Es internacional con la selección de balonmano de Alemania.

## Palmarés

### Frisch Auf Göppingen
- Copa EHF (2): 2016, 2017

## Clubes
| Club                 | País     | Año         |
| -------------------- | -------- | ----------- |
| TV 1893 Neuhausen    | Alemania | 2008 - 2013 |
| Frisch Auf Göppingen | Alemania | 2013 - Act. |